# Indice di Malmquist
Gli indici di Malmquist sono una serie di numeri indice utilizzati nell'analisi della produttività in economia per misurare i cambiamenti nei volumi di output e input e la produttività totale dei fattori (total factor productivity) e accomunati dal fatto di essere costruiti sulla base di funzioni di distanza di input e output.

## L'indice di output di Malmquist
Indicando con {\displaystyle \ {d_{o}^{\ t}(\mathbf {x} ,\mathbf {q} )}} la funzione di distanza di output definita sulla base della tecnologia prevalente al tempo t, funzione del vettore degli input x e del vettore degli output q, l'indice di output di Malmquist è definito come:
{\displaystyle \ Q_{o}(s,t)=\left({\frac {d_{o}^{\ s}(\mathbf {x} _{s},\mathbf {q} _{t})}{d_{o}^{\ s}(\mathbf {x} _{s},\mathbf {q} _{s})}}\cdot {\frac {d_{o}^{\ t}(\mathbf {x} _{t},\mathbf {q} _{t})}{d_{o}^{\ t}(\mathbf {x} _{t},\mathbf {q} _{s})}}\right)^{\frac {1}{2}}}
dove {\displaystyle \ \mathbf {x} _{i}} è il vettore degli input osservati al tempo i e {\displaystyle \ \mathbf {q} _{i}} il vettore degli output al tempo i.
L'indice costituisce quindi la media geometrica di due possibili diverse specificazioni di indici di output basati su funzioni di distanza.
Un generico indice di output basato su funzioni di distanza potrebbe infatti essere definito come:
{\displaystyle \ Q_{o}(s,t)={\frac {d_{o}^{\ i}(\mathbf {x} ,\mathbf {q} _{t})}{d_{o}^{\ i}(\mathbf {x} ,\mathbf {q} _{s})}}}
dove la tecnologia i è una qualsiasi tecnologia output-convenzionale e x è un qualsiasi vettore di input.
Poiché l'indice così definito è indipendente dalla scelta del vettore di input se e solo se la tecnologia è output-omotetica e indipendente dalla scelta della tecnologia se e solo se il progresso tecnico è Hicks output neutral (Färe e Primont, 1995), nel caso generale l'indice dipenderà da entrambi questi fattori.
Poiché la scelta più naturale sembra ricadere sulle tecnologie prevalenti e gli input osservati in uno dei due periodi (s o t) e non vi è nessun motivo a priori per scegliere uno piuttosto che l'altro, si prende una media geometrica dei due.

### Proprietà dell'indice di output di Malmquist
L'indice di output di Malmquist soddisfa le seguenti proprietà, tutte strettamente collegate alle proprietà della funzione di distanza di output:
- monotonicità;
- omogeneità lineare rispetto agli output: {\displaystyle \ \mathbf {q} _{t}=\lambda \mathbf {q} _{s}\Rightarrow Q_{o}(s,t)=\lambda }
- invarianza rispetto a moltiplicazione scalari degli output: {\displaystyle \ Q_{o}(\mathbf {q} _{s},\mathbf {q} _{t},\mathbf {x} )=Q_{o}(\lambda \mathbf {q} _{s},\lambda \mathbf {q} _{t},\mathbf {x} )}

## L'indice di input di Malmquist
Analogamente a quanto fatto per gli output, indicando con {\displaystyle \ d_{i}^{\ t}(\mathbf {x} ,\mathbf {q} )} la funzione di distanza di input definita sulla base della tecnologia prevalente al tempo t, funzione del vettore degli input x e del vettore degli output q, l'indice di input di Malmquist è definito come:
{\displaystyle \ Q_{i}(s,t)=\left({\frac {d_{i}^{\ s}(\mathbf {x} _{t},\mathbf {q} _{s})}{d_{o}^{\ s}(\mathbf {x} _{s},\mathbf {q} _{s})}}\cdot {\frac {d_{i}^{\ t}(\mathbf {x} _{t},\mathbf {q} _{t})}{d_{o}^{\ t}(\mathbf {x} _{s},\mathbf {q} _{t})}}\right)^{\frac {1}{2}}}
dove {\displaystyle \ \mathbf {x} _{i}} è il vettore degli input osservati al tempo i e {\displaystyle \ \mathbf {q} _{i}} il vettore degli output al tempo i.
Anche qui l'indice è la media geometrica di due possibili diverse specificazioni di indici di input basati su funzioni di distanza.
Un generico indice di input basato su funzioni di distanza è definibile come:
{\displaystyle \ Q_{i}(s,t)={\frac {d_{o}^{\ i}(\mathbf {x} _{t},\mathbf {q} )}{d_{o}^{\ i}(\mathbf {x} _{s},\mathbf {q} )}}}
dove la tecnologia i è una qualsiasi tecnologia input-convenzionale e q è un qualsiasi vettore di output.
Poiché l'indice così definito è indipendente dalla scelta del vettore di output se e solo se la tecnologia è input-omotetica e indipendente dalla scelta della tecnologia se e solo se il progresso tecnico è Hicks input neutral (Färe e Primont, 1995), nel caso generale l'indice dipenderà da entrambi questi fattori.
Si prende dunque una media geometrica degli indici calcolati con le tecnologie prevalenti e gli output osservati in entrambi i periodi considerati (s e t).

### Proprietà dell'indice di input di Malmquist
L'indice di input di Malmquist soddisfa le seguenti proprietà, tutte strettamente collegate alle proprietà della funzione di distanza di input:
- monotonicità;
- omogeneità lineare rispetto agli input: {\displaystyle \ \mathbf {x} _{t}=\lambda \mathbf {x} _{s}\Rightarrow Q_{i}(s,t)=\lambda }
- invarianza rispetto a moltiplicazione scalari degli input: {\displaystyle \ Q_{i}(\mathbf {x} _{s},\mathbf {x} _{t},\mathbf {q} )=Q_{i}(\lambda \mathbf {x} _{s},\lambda \mathbf {x} _{t},\mathbf {q} )}

## L'indice di produttività di Malmquist
L'indice di produttività di Malmquist (o indice di TFP di Malmquist ), in inglese Malmquist productivity index (o Malmquist TFP index), venne introdotto originariamente da Caves, Christensen e Diewert (1982) ed è un indice di total factor productivity basato sulle funzioni di distanza.
Poiché vi sono funzioni di distanza di input e output, che, fatto salvo caso in cui la tecnologia abbia rendimenti di scala costanti, in genere differiscono, è possibile definire due diversi indici di Malmquist, uno output-orientated e uno input-orientated.

### L'indice di produttività di Malmquist basato sull'output
L'indice di produttività di Malmquist basato sull'output (Output-orientated Malmquist TFP index) è definito come:
{\displaystyle \ m_{o}(\mathbf {q} _{s},\mathbf {q} _{t},\mathbf {x} _{s},\mathbf {x} _{t})=\left({\frac {d_{o}^{\ s}(\mathbf {x} _{t},\mathbf {q} _{t})}{d_{o}^{\ s}(\mathbf {x} _{s},\mathbf {q} _{s})}}\cdot {\frac {d_{o}^{\ t}(\mathbf {x} _{t},\mathbf {q} _{t})}{d_{o}^{\ t}(\mathbf {x} _{s},\mathbf {q} _{s})}}\right)^{\frac {1}{2}}}
Anche qui l'indice costituisce una media geometrica di due possibili indici, uno basato sulla tecnologia prevalente nel periodo s e l'altro basato su quella prevalente nel periodo t.
Una formulazione alternativa dell'indice è:
{\displaystyle \ m_{o}(\mathbf {q} _{s},\mathbf {q} _{t},\mathbf {x} _{s},\mathbf {x} _{t})={\frac {d_{o}^{\ t}(\mathbf {x} _{t},\mathbf {q} _{t})}{d_{o}^{\ s}(\mathbf {x} _{s},\mathbf {q} _{s})}}\left({\frac {d_{o}^{\ s}(\mathbf {x} _{t},\mathbf {q} _{t})}{d_{o}^{\ t}(\mathbf {x} _{t},\mathbf {q} _{t})}}\cdot {\frac {d_{o}^{\ s}(\mathbf {x} _{s},\mathbf {q} _{s})}{d_{o}^{\ t}(\mathbf {x} _{s},\mathbf {q} _{s})}}\right)^{\frac {1}{2}}}
Dove il primo termine cattura il cambiamento nell'efficienza tecnica relativa dell'impresa (il cambiamento nella distanza rispetto alla frontiera efficiente di produzione del relativo periodo), mentre il termine tra parentesi cattura il progresso tecnico, la modifica della frontiera di produzione.
Va notato che l'indice non cattura la cosiddetta scale efficiency, cioè non cattura i miglioramenti che possono essere ottenuti modificando la scala di produzione. Tuttavia, laddove possa essere esclusa la presenza di economie di scala e si assuma pertanto  una tecnologia a rendimenti di scala costanti, qualsiasi scala è "efficiente" e il suddetto difetto non ha conseguenze.

### L'indice di produttività di Malmquist basato sugli input
L'indice di produttività di Malmquist basato sugli input (input-orientated Malmquist TFP index) è definito come:
{\displaystyle \ m_{i}(\mathbf {q} _{s},\mathbf {q} _{t},\mathbf {x} _{s},\mathbf {x} _{t})=\left({\frac {d_{i}^{\ s}(\mathbf {x} _{t},\mathbf {q} _{t})}{d_{i}^{\ s}(\mathbf {x} _{s},\mathbf {q} _{s})}}\cdot {\frac {d_{i}^{\ t}(\mathbf {x} _{t},\mathbf {q} _{t})}{d_{i}^{\ t}(\mathbf {x} _{s},\mathbf {q} _{s})}}\right)^{\frac {1}{2}}}
Quanto detto circa l'indice di produttività basato sugli output vale anche per quello basato sugli input.
Va finalmente notato che, escluso il caso in cui la tecnologia prevalente nei due periodi mostri rendimenti di scala costanti, sia cioè CRS (che sta appunto per Constant Returns to Scale), i due indici in genere non coincideranno.